# Desmodium purpusii
Desmodium purpusii är en ärtväxtart som beskrevs av Townshend Stith Brandegee. Desmodium purpusii ingår i släktet Desmodium och familjen ärtväxter. Inga underarter finns listade i Catalogue of Life.